# Wapen van Nijbroek

Het wapen van Nijbroek toont het wapen van de voormalige gemeente Nijbroek. Het wapen werd volgens Koninklijk Besluit aan de gemeente verleend op 23 september 1818. De omschrijving luidt:
"Van zilver, beladen met een opgaande zon, een hoop aarde waarop een schop, alles van natuurlijke kleur."

## Geschiedenis
Het Nijbroeker volkslied maakt de betekenis van het wapen duidelijk. De voormalige gemeente was acht eeuwen een uitgestrekt moeras begroeid met riet en biezen. Door arbeid zijn daar groene weiden met mals gras voor teruggekomen. Het volkslied eindigt met de volgende regels: "Uw wapen spreekt van arbeid ook, de spade in de grond. Steeds werkzaam tot de avond valt, van de vroege morgenstond."
Opmerkelijk is de verleningsdatum voor het wapen. Nijbroek werd op 1 januari 1818 toegevoegd aan de gemeente Voorst. Het gemeentewapen voor Nijbroek werd pas op 23 september dat jaar verleend, waardoor het wapen nooit als gemeentewapen in gebruik is geweest. Wel neemt het wapen van Nijbroek een prominente rol in op de dorpspomp van het Dorpsplein. Het wapen van Voorst bleef ongewijzigd na de toevoeging van Nijbroek.
Aalst · 
Ammerzoden · 
Angerlo · 
Appeltern · 
Batenburg · 
Beesd · 
Beltrum · 
Bemmel · 
Bergharen · 
Bergh · 
Beusichem · 
Borculo · 
Brakel · 
Buurmalsen · 
Deil · 
Didam · 
Dinxperlo · 
Dodewaard ·
Doornspijk ·
Dreumel ·
Driel ·
Echteld ·
Eibergen ·
Elst ·
Est en Opijnen ·
Everdingen ·
Ewijk ·
Gameren ·
Geesteren · 
Geldermalsen · 
Gendringen · 
Gendt ·
Groenlo ·
Groesbeek ·  
Haaften ·
Hedel ·
's-Heerenberg ·
Heerewaarden ·
Hemmen ·
Hengelo ·
Herwen en Aerdt ·
Herwijnen ·
Heteren ·
Heukelum ·
Hoevelaken ·
Horssen ·
Huissen ·
Hummelo en Keppel ·
Hurwenen  ·
Kerkwijk ·
Keppel ·
Kesteren ·
Laren · 
Lichtenvoorde ·
Lienden ·
Lingewaal · 
Maurik ·
Millingen aan de Rijn ·
Nederhemert ·
Neede ·
Neerijnen ·
Netterden ·
Niftrik ·
Nijbroek ·
Ophemert ·
Overasselt ·
Pannerden ·
Poederoijen · 
Renkum ·
Rijnwaarden ·
Rossum ·
Ruurlo ·
Steenderen ·
Terborg ·
Twello ·
Ubbergen ·
Valburg ·
Varik ·
Vorden ·
Vuren ·
Waardenburg ·
Wadenoijen ·
Wamel ·
Wehl ·   
Warnsveld ·
Wisch ·
Zeddam ·
Zelhem ·
Zoelen ·
Zuilichem 

Dorps-, heerlijkheids- en stadswapens: 

Acquoy 
· Baak 
· Barlham 
· Bredevoort 
· Doreweerd 
· Elden
· Enspijk 
· Gellicum 
· Groessen 
· Hakfort 
· Hellouw 
· IJzendoorn 
· Kell  
· Lede en Oudewaard 
· Lichtenberg 
· Loil 
· Maasbommel 
· Meijnerswijk 
· Meteren 
· Middagten 
· Rhenoy 
. Rumpt
· Tricht 
· Verwolde 
· Wildenborch